# وام روزپرداخت

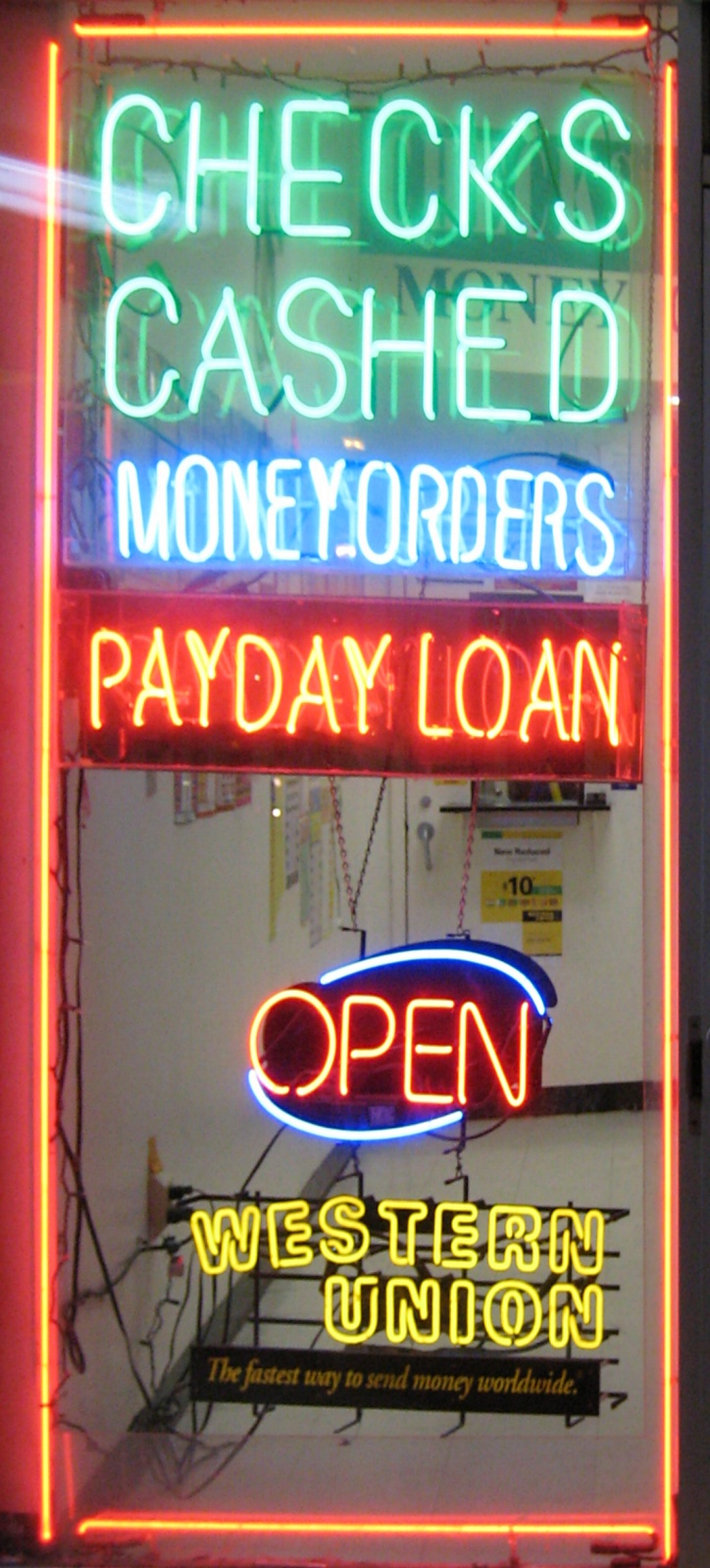
پنجره مغازه‌ای در فالز چرچ، ویرجینیا، وام‌های روزپرداخت را تبلیغ.

وام روزپرداخت (یا وام دستمزد یا وام کوتاه مدت) یک وام بی‌وثیقه کوچک کوتاه مدت است، که فارغ از این که بازپرداخت وام به دستمزد وام‌گیرنده متصل است یا نه پرداخت می‌شود. این وامها گاهی پول نقد از پیش (cash advance) گفته می‌شود. وامهای روزپرداخت بر این که مشتری سابقه اشتغال و درآمد داشته باشد متکی هستند.
برخی حوزه‌های قضایی نرخ درصدی سالانه این وام‌ها را برای جلوگیری از رباخواری محدود می‌کنند. در آمریکا این نرخ در حدود ۳۵–۴۰ درصد است.